# Pomponius Élien
Pour les articles homonymes, voir Élien.
 (août 2023).
Si vous disposez d'ouvrages ou d'articles de référence ou si vous connaissez des sites web de qualité traitant du thème abordé ici, merci de compléter l'article en donnant les références utiles à sa vérifiabilité et en les liant à la section « Notes et références ».
Pomponius Élien (en latin Pomponius Aelianus) est le chef d'une rébellion de bagaudes survenue dans les provinces de Gaule au début du règne de Dioclétien (284-305), empereur qui va procéder à une profonde réforme de l'organisation de l'empire romain afin de surmonter les troubles qui ont caractérisé le IIIe siècle après les deux siècles de la paix romaine. Cette rébellion, assez courte, s'achève par une défaite face aux troupes romaines conduites par Maximien dans une place forte située non loin de Lutèce.
Pomponius est connu grâce à l'Abrégé d'histoire romaine d'Eutrope.

## Biographie
Pomponius est issu d'une famille obscure de Gaule. 
Après la mort de l'empereur Carin (282-285), vaincu par Dioclétien, il se met à la tête d'une troupe de bagaudes, décrits par les textes comme des voleurs, des esclaves fugitifs et des paysans ruinés par les impôts[réf. nécessaire]. Il est assisté par un lieutenant, Amandus.
Il se fait attribuer le titre d'empereur[réf. nécessaire] par ses troupes, qui rançonnent et le cas échéant dévastent les régions où elles passent.
Dioclétien charge Maximien Hercule, son co-empereur dans le cadre de la tétrarchie, de mettre fin à cette rébellion. Maximien attaque les bagaudes à plusieurs reprises, les contraignant à s'enfermer dans une place forte près de Lutèce (chef-lieu de la cité des Parisii), que certains situent à Saint-Maur-des-Fossés. Cette place forte est prise assez rapidement, et tous les prisonniers sont mis à mort.
On sait qu'Amandus est mort durant cette rébellion. En revanche, on ne sait rien de la mort d' Élien.

## Jugements
On dit[Qui ?] de lui qu'il avait de l’audace et savait saisir à propos toutes les occasions de se signaler.

## La rébellion de Pomponius Elien dans la littérature
Cet épisode est présenté comme exemple des révoltes de bagaudes en Gaule à la fin du IIIe siècle dans L'Histoire de France en bande dessinée, tome 1, La Gaule romaine (textes de Pierre Castex et dessins de Raphaël), Larousse, 1976.